# 日本動物心理学会
日本動物心理学会（にほんどうぶつしんりがっかい、英語: Japanese Society For Animal Psychology (JSAP)）は、日本の学術研究団体の一つ。

## 概要
1933年6月8日設立。学術研究団体としての種別は単独学会。
心理学・教育学を学術研究領域とし、動物心理学の研究ならびに会員相互の知識増進を計ることを目的としている。
日本心理学諸学会連合に加盟している。

## 沿革
- 1933年 - 日本動物心理学会設立。

## 刊行物

### 動物心理学研究
- 誌名（和文）：動物心理学研究
- 誌名（欧文）：The Japanese Journal of Animal Psychology
- 創刊年：1933
- 資料種別：ジャーナル（査読付き論文を含む）
- 使用言語：日英混在
- 発行形態：印刷体、eジャーナル
- 著作権帰属先：学会
- クリエイティブコモンズ：定めていない
- 購読：有料